# Xã Jackson, Quận Polk, Missouri
Xã Jackson (tiếng Anh: Jackson Township) là một xã thuộc quận Polk, tiểu bang Missouri, Hoa Kỳ. Năm 2010, dân số của xã này là 864 người.